# The Green Inferno
The Green Inferno (bra Canibais) é um filme chileno-norte-americano de 2015, dos gêneros suspense e terror, dirigido por Eli Roth.
O roteiro foi inspirado e homenageia os filmes italianos do "boom canibal" do final dos anos 1970 e início dos anos 80, particularmente Cannibal Holocaust (1980), que menciona a gravação de um filme intitulado The Green Inferno. 
Originalmente, o filme seria lançado em 2014, mas depois de vários adiamentos, finalmente foi lançado em Setembro de 2015. O longa deu origem a um jogo eletrônico para celular Android, de estratégia chamado The Green Inferno Survival.

## Sinopse
Um grupo de estudantes ativistas viajam de Nova York até a Amazônia, para salvar uma tribo. No entanto, o avião deles acaba sofrendo um acidente e cai no meio da mata. Os sobreviventes então são levados pela tribo que estavam tentando salvar, só para descobrirem que eles são canibais.

## Elenco
- Lorenza Izzo como Justine
- Ariel Levy como Alejandro
- Daryl Sabara como Lars
- Kirby Bliss Blanton como Amy
- Sky Ferreira como Kaycee
- Magda Apanowicz como Samantha
- Nicolás Martínez como Daniel
- Aaron Burns como  Jonah
- Ignacia Allamand como Kara
- Antonieta Pari como A Anciã

## Recepção da crítica
The Green Inferno teve uma recepção geralmente desfavorável da crítica, tendo 39% de aprovação no site Rotten Tomatoes. O consenso do site descreve o filme assim: "The Green Inferno pode não dar ao diretor Eli Roth nenhum feito, mas os fãs de seus espetáculos de gore podem achar uma ótima e sangrenta diversão."

## Produção
As filmagens ocorreram no Peru, no final de 2012, Chile e Nova Iorque. Em 2013, o filme foi exibido no Festival de Cinema do Rio, no Brasil, onde algumas pessoas puderam conferir o filme. Tendo o lançamento previsto  para Setembro de 2014, a distribuidora do filme caiu fora, deixando o filme sem distribuição. Foi apenas em 2015 que Jason Blum e sua produtora Blumhouse Pictures decidiram lançar o filme em Setembro de 2015.